# 大野町立大野中学校
大野町立大野中学校（おおのちょうりつ おおのちゅうがっこう）は、岐阜県揖斐郡大野町黒野にある公立中学校。生徒数は468人である。
平成29年度より、2期制を設ける。

## 沿革
- 1947年（昭和22年）4月 - 揖斐郡大野町、豊木村、富秋村で学校組合を設置。組合立大野中学校として開校。大野小学校の校舎の一部を使用。
- 1948年（昭和23年）
  - 4月 - 旧・東部青年学校の校舎に移転。大野小学校に大野分教場を設置。
  - 8月 - 新校舎が完成。
  - 9月 - 組合立揖東中学校西郡分校を統合する。
- 1949年（昭和24年）
  - 5月 - 校舎（南舎）が完成。旧・東部青年学校の校舎は組合立揖東中学校に移築。
  - 12月 - 本館、中舎、北舎が完成。大野分教場を廃止。
- 1954年（昭和29年）4月1日 - 大野町、西郡村、豊木村、富秋村が合併して大野町が発足。同時に大野町立大野中学校に改称する。
- 1962年（昭和37年） - 大野小学校校舎を移築し、西北舎が完成。
- 1967年（昭和42年） - プールが完成する。
- 1981年（昭和56年）12月 - 新校舎（鉄筋コンクリート造3階建）が完成。
- 1985年（昭和60年）7月 - 本館及び特別教室が完成。
- 2002年（平成14年） - 大野分校開校

## 委員会
- 執行部
- 議会
- 教科学習部会
- 生活委員会
- 文化委員会
- 整備委員会
- 福祉推進委員会
- 給食委員会
- 保健委員会

## 部活動
運動部
- 野球部
- サッカー部
- 陸上部
- 男子ソフトテニス部
- 女子ソフトテニス部
- 男子バスケットボール部
- 女子バスケットボール部
- 男子バレーボール部
- 女子バレーボール部
- 柔道部
- 剣道部
- 男子卓球部
- 女子卓球部
- 男子バドミントン部
- 女子バドミントン部

文化部
- 美術部
- 吹奏楽部
- 家庭科部
- 科学部

また、それ以外に地域のクラブを行う生徒が多々いる。

## 通学区域[1]
- 黒野
- 六里
- 相羽
- 下方
- 麻生
- 野
- 西方
- 桜大門（457番地1を除く[注釈 1]）
- 大野
- 稲富
- 古川
- 寺内
- 上秋
- 稲畑
- 牛洞
- 松山
- 瀬古
- 中之元

## 進学前小学校
- 大野小学校
- 東小学校
- 北小学校
- 西小学校

## 出身者
- 岡田理江
- 松田大輔
- 岡田弘隆

## 学校周辺
- 大野町役場
- 大野町民体育館
- 大野町総合町民センター
- 大野町立図書館
- 大野町民俗資料館
- 三水川
- 大野バスセンター
- 大野町立大野小学校

## 義務教育学校への再編計画
- 町内の全小中学校（小学校6校・中学校2校）を統合し、1つの義務教育学校とする計画である。校舎は新設し、2031年の開校の計画である[2]。